# Coprates Catena
La Coprates Catena è una formazione geologica della superficie di Marte.